# Kajsa Leander
Kajsa Johanna Lysgaard Leander, född 11 juli 1970, är en svensk före detta fotomodell, formgivare, IT-entreprenör och äppelodlare.
Hon grundade tillsammans med Ernst Malmsten bokförlaget Leander Malmsten 1994 och tillsammans startade de 1997 internetbokhandeln Bokus. Bokus kom att i grunden förändra svenskarna sätt att köpa böcker. Projektet blev framgångsrikt och såldes något år senare vidare till KF-koncernen. 
Tillsammans med Ernst Malmsten och Patrik Hedelin startade hon 1998 Boo.com, en e-handelsplats för kläder och skor som vid tiden var en av de största satsningarna inom e-handel. Under denna period kallades Leander ibland för "dotcom-drottning" och "high tech Lady Macbeth". För boo.com drog de in 1,4 miljarder kronor i riskkapital och ville ligga i teknikens framkant genom att bland annat ha tredimensionella provdockor där kunderna på sin skärm kunde se kläderna ur alla vinklar och med möjlighet att zooma in på materialen. Webbplatsen lanserades 3 november 1999 men blev ett misslyckande, bland annat på grund av att många inte lyckades ladda sidan med sina långsamma modemuppkopplingar. Boo.com gick i konkurs efter sju månader och har blivit en symbol för IT-bubblan som brast vid samma tid.
Kajsa Leander driver idag (2014) filmproduktionsföretaget Vision and Art, med kontor i Stockholm och Milano. Hon är utbildad pomolog och driver äppelodling och musteri i Småland.